# Castellammare del Golfo

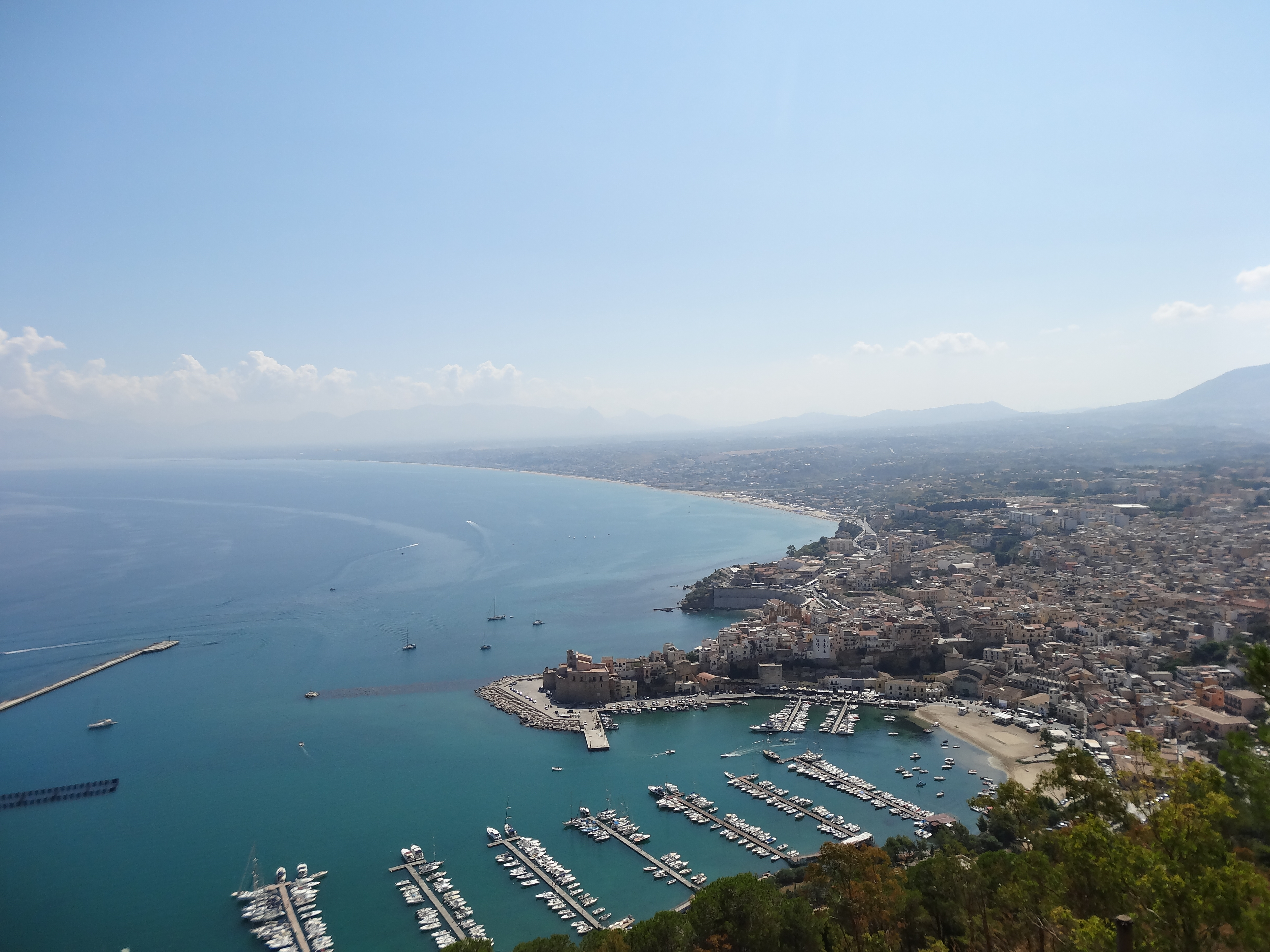
quang cảnh

Castellammare del Golfo (Casteddammari trong tiếng Sicilian) là một thị trấn thuộc tỉnh Trapani vùng Sicilia của Italia. 
Đây là nơi sinh của nhiều mafia Mỹ như Salvatore Maranzano, Joseph Ristuccia, Michael Monte và Joseph Bonanno. Bố của Sylvester Stallone Frank Stallone Sr. quê ở Castellammare del Golfo.

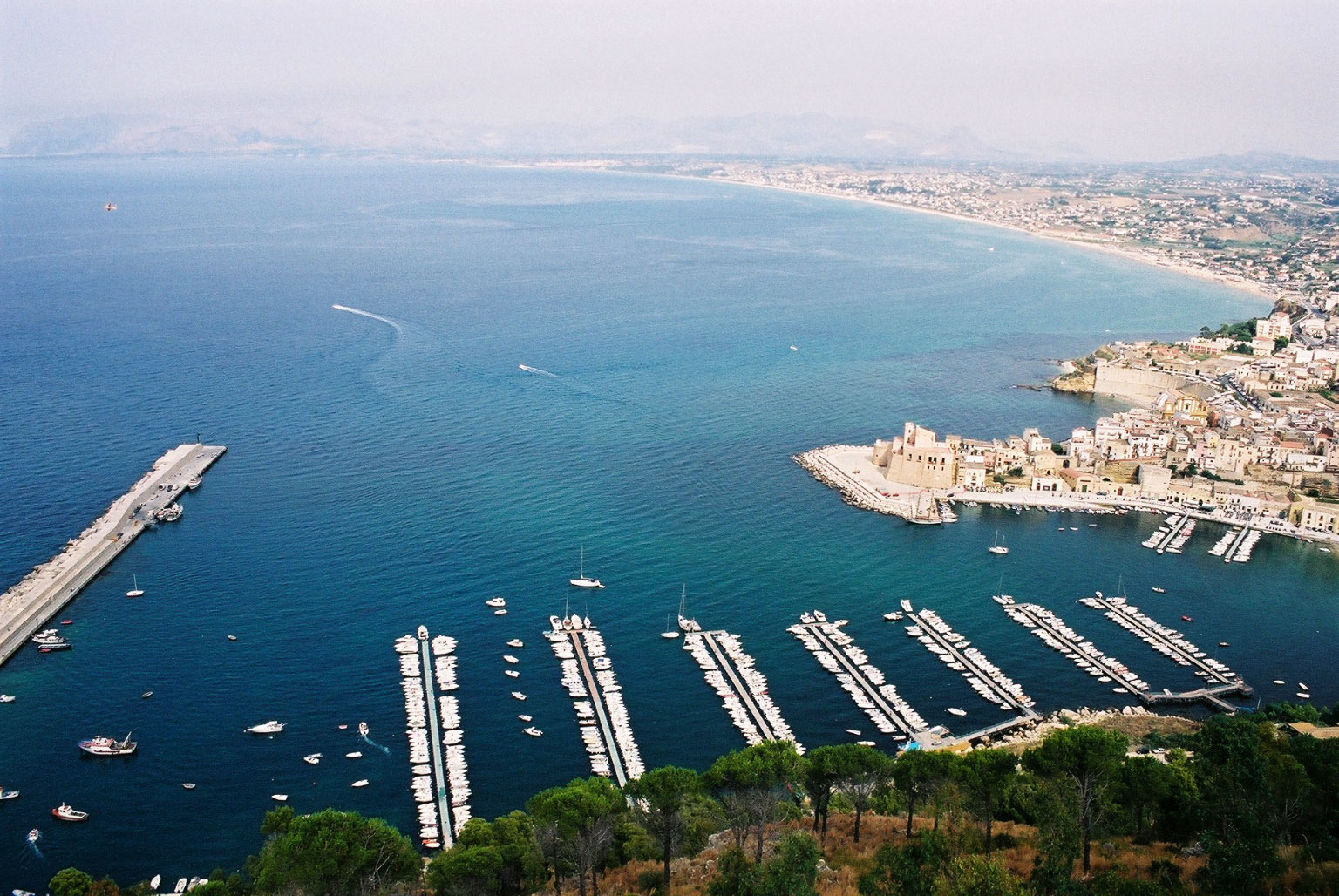
Cảnh biển

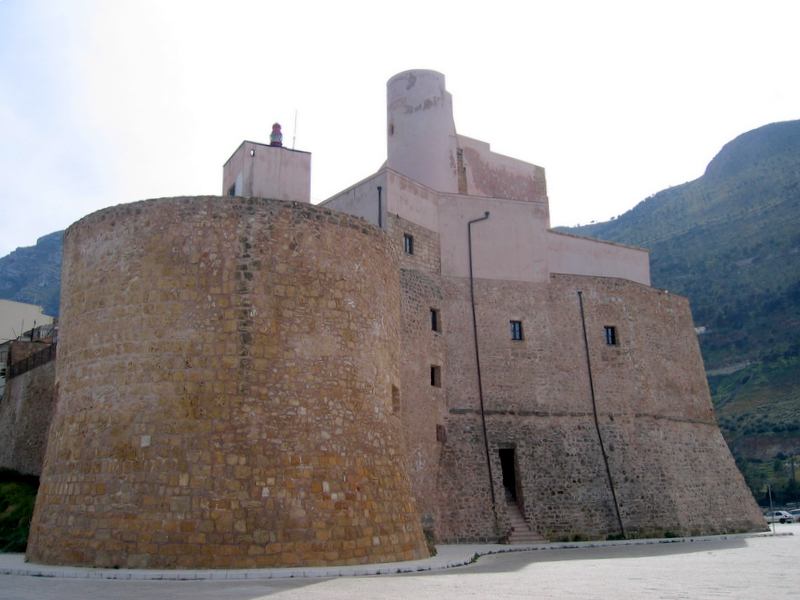
Lâu đài gần biển